# Base aérienne de Pápa
La base aérienne de Pápa (hongrois : MH Pápa Bázisrepülőtér), surnommée « Párduc » (Léopard) est une base aérienne de l'Armée de l'air hongroise située près de la ville de Pápa dans le comitat de Veszprém en Hongrie.

## Historique

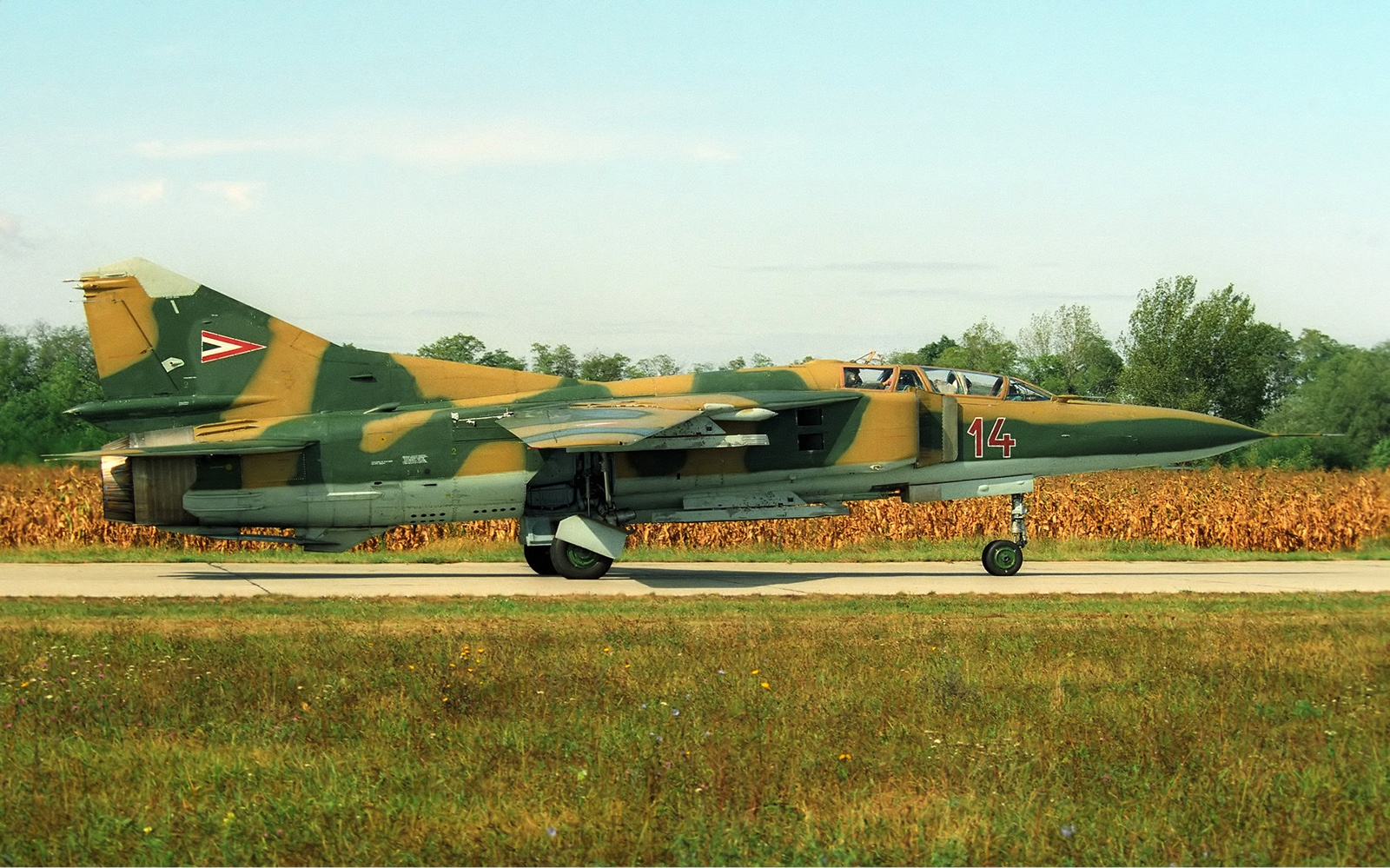
Un MiG-23 hongrois sur la piste en septembre 1991.

La construction de la base a débuté en 1936 et deux escadrons de bombardiers de la force aérienne royale hongroise y sont stationnés en 1937.
Elle abrite durant la guerre froide de 1945 à 1961 des unités de l’armée de l’air soviétique puis la 47e escadre de chasseurs tactiques de la force aérienne hongroise équipé de MiG-21 et MiG-23, le statut actuel de la base datant du 1er juillet 2001 la fait figurer dans le programme de développement des infrastructures de l'Organisation du traité de l'Atlantique nord (OTAN) et le successeur juridique de l'escadre précité.

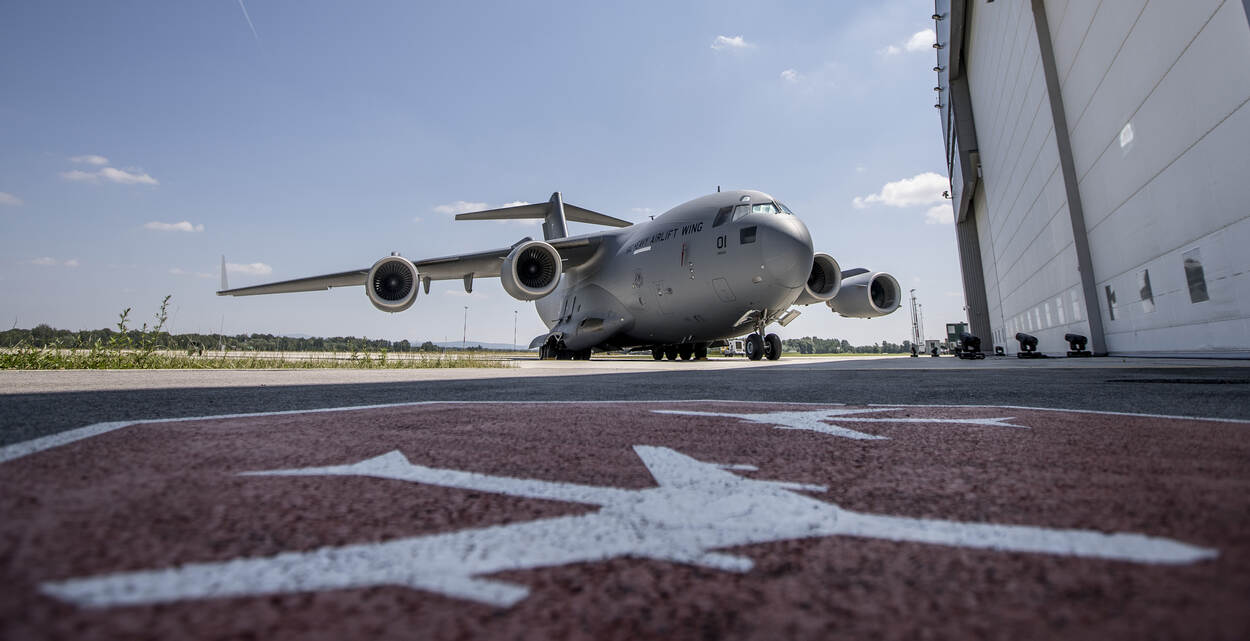
Un des trois C-17 du HAW en 2019.

Depuis juillet 2009, la base accueille le Heavy Airlift Wing de l'OTAN équipé de trois C-17, des hélicoptères de recherche et sauvetage de l'armée hongroise et accueille un personnel militaire internationale de plus de 600 personnes et leurs familles.
Avec l’arrivée de cette formation, la base est rénovée et de nouvelles installations aéroportuaires sont construites dans les années 2010.